# Haplogrupo CT
|  | Haplogrupo D |
|  |              |
|  | Haplogrupo E |
|  |              |

|  | Haplogrupo C |
|  |              |
|  | Haplogrupo F |
|  |              |

|  | Haplogrupo D |
|  |              |
|  | Haplogrupo E |
|  |              |

|  | Haplogrupo C |
|  |              |
|  | Haplogrupo F |
|  |              |

|  | Haplogrupo D |
|  |              |
|  | Haplogrupo E |
|  |              |

|  | Haplogrupo C |
|  |              |
|  | Haplogrupo F |
|  |              |

|  | Haplogrupo D |
|  |              |
|  | Haplogrupo E |
|  |              |

|  | Haplogrupo C |
|  |              |
|  | Haplogrupo F |
|  |              |

- BT
  - CT (o CR o CF o CDEF) (M168/PF1416, M294, P9.1, M5692)
    - DE (M1/YAP, M145/P205)
      - D: Propio del Extremo Oriente.
      - E: Predominante en África.

    - CF (o C,F) (P143)
      - C: Común en Asia y Oceanía.
      - F: Extendido en todo Eurasia y el resto del mundo.